# Edison Domínguez
Edison de Jesús Domínguez Harris, más conocido como "Galapa" Domínguez, (Galapa, Atlántico, Colombia; 14 de febrero de 1965) es un futbolista colombiano. Juega como defensor. Se destacó en su paso por Millonarios. Desde hace un par de años se desempeña como coordinador deportivo del municipio de Galapa.
Galapa Domínguez debutó profesionalmente en la temporada 1988 al servicio del Sporting Club de Barranquilla. Luego de anotar 18 goles en tres temporadas recala en el rival de patio, el Junior en 1992 marcando varios goles. Posteriormente en 1993 ficharía por 5 temporadas con Millonarios de Bogotá en donde se convierte en uno de los jugadores más destacados del club en la década de los 90's junto a hombres como Bonner Mosquera, Ricardo Lunari, Eddy Villarraga, Osman López, Freddy León y Alex Daza.

Mi mejor campaña futbolística la realice en Millonarios en las temporadas 1994 y 1995
 Galapa Domínguez sobre su paso por Millonarios.

Sus últimos 5 temporadas como jugador profesional las paso en la tercera división al servicio del Real Cartagena (1998) y del Real Sincelejo (1999-2002).

## Clubes
| Club                   | País     | Año         |
| ---------------------- | -------- | ----------- |
| Sporting Club          | Colombia | 1988 - 1991 |
| Junior de Barranquilla | Colombia | 1992        |
| Millonarios            | Colombia | 1993 - 1997 |
| Real Cartagena         | Colombia | 1998        |
| Real Sincelejo         | Colombia | 1999 - 2002 |

## Otros logos
- Subcampeón de la primera división de Colombia con Millonarios en las temporadas 1994, 1995 y 1996.